# Nasa raimondii
Nasa raimondii là một loài thực vật có hoa trong họ Loasaceae. Loài này được (Standl. & F.A.Barkley) Weigend mô tả khoa học đầu tiên năm 1998.